# Shakespeare-Theater Danzig

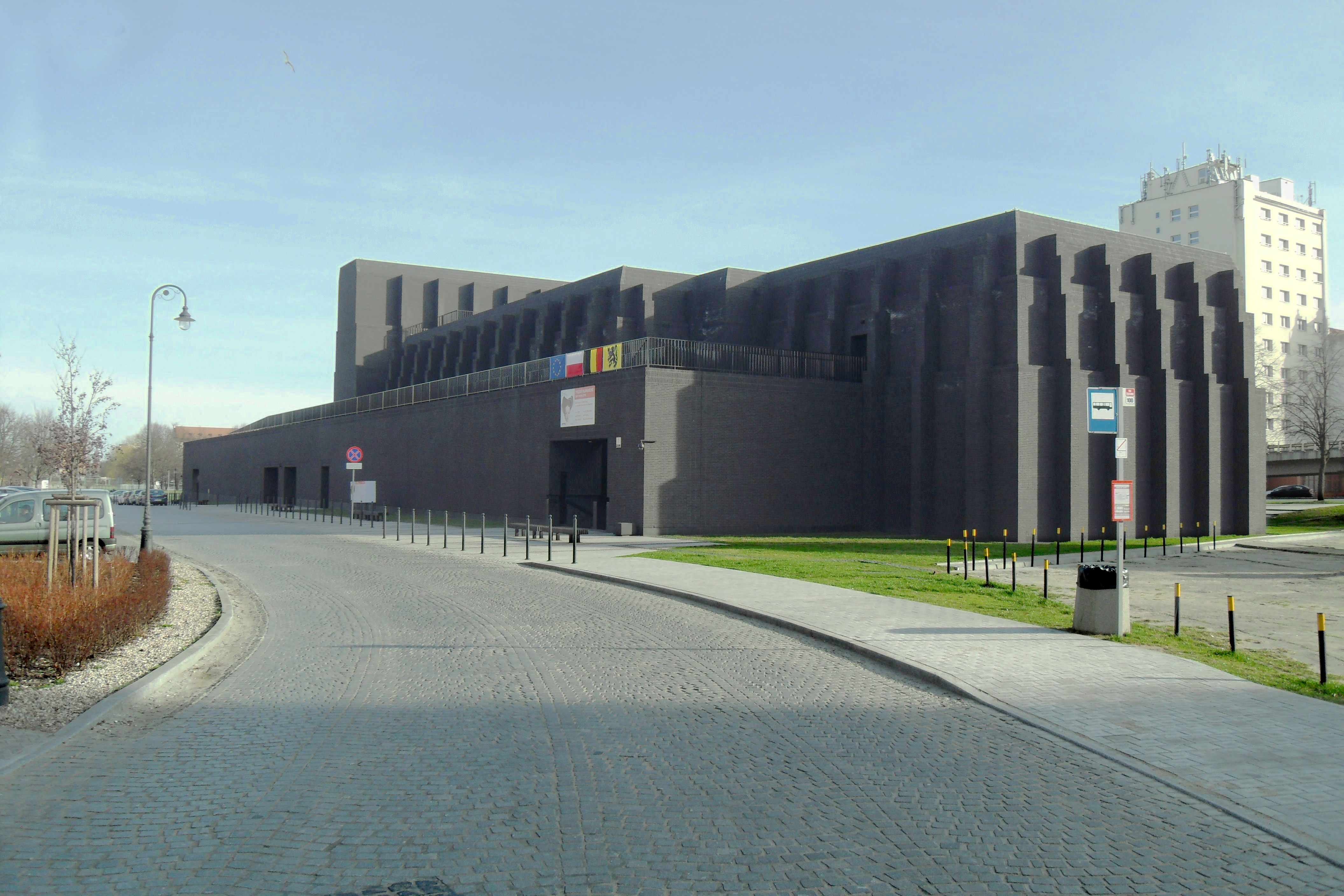
Außenansicht

Das Shakespeare-Theater Danzig ist ein neues Theatergebäude, errichtet nach dem Vorbild des historischen Londoner Shakespeare-Globe-Theaters, entworfen vom venezianischen Architekten Renato Rizzi. Die feierliche Eröffnung erfolgte am 19. September 2014. Das Vorhaben wurde seit 20. Februar 2008 von der Theatrum-Gedanense-Stiftung gefördert. Die Bauarbeiten wurden am 5. März 2011 begonnen. Die Errichtung erfolgte unter dem Protektorat des britischen Thronfolgers Prinz Charles und des Literatur-Nobelpreisträgers Günter Grass.
Das Gebäude befindet sich am Rand der Danziger Rechtstadt, Wojciecha-Bogusławskiego-Straße 1.
Der Zuschauerraum umfasst 580 Plätze, davon 300 Plätze auf hölzernen Galerien. Das Dach lässt sich öffnen – zum ersten Mal erfolgte das am 23. April 2014, dem 450. Geburtstag William Shakespeares.
Das Gebäude umfasst ein Volumen von 53.000 Kubikmetern, die Nutzfläche beträgt über 12.000 Quadratmeter. Die flexible Konstruktion der Bühne ermöglicht eine Umgestaltung des Raumes je nach den Ideen des Regisseurs. Die Stiftung Theatrum Gedanense organisiert jedes Jahr das Internationale Shakespeare-Festival. Den Posten des Theaterdirektors bekleidete Jerzy Limon (1950–2021).

## Preise
- 2017: Gold – Erich-Mendelsohn-Preis für Backstein-Architektur